# Lotnisko Lyon Bron
Lotnisko Lyon Bron (fr. Aérodrome de Lyon Bron) – lokalny port lotniczy zlokalizowany w Bron na przedmieściach Lyonu we Francji. Pierwotnie było to lotnisko wojskowe, następnie pełniło także funkcję cywilnego portu lotniczego dla Lyonu. Od 1975 roku funkcję głównego lotniska miasta pełni port lotniczy Lyon-Saint-Exupéry. Lotnisko Bron ma status lokalnego portu lotniczego (tzw. lotnisko typu B) i pełni funkcję lokalnego węzła przesiadkowego dla pasażerów podróżujących z dużych lotnisk (takich jak genewskie Genewa-Cointrin czy paryskie Orly i Le Bourget) do najmniejszych portów lotniczych typów C i D, jak lotniska Megeve, Courchevel czy Alpe d'Huez.

## Historia
W maju 1910 roku na polach między Poudrette a Villeurbanne, na przedpolu XIX-wiecznego fortu Bron, jednego z elementów fortyfikacji miejskich Lyonu, zorganizowano tygodniowy piknik lotniczy. Sukces imprezy zachęcił mera miasta Bron do organizacji stałego pola doświadczeń lotniczych, które otwarto w listopadzie 1911 roku. Ze szkoły korzystali także elewowie wysyłani na przeszkolenie lotnicze przez wojsko francuskie. Po utworzeniu w marcu 1912 roku  Aéronautique Militaire szkołę zmilitaryzowano, rozbudowano także samo lotnisko, które wkrótce stało się siedzibą 31. Sekcji Lotniczej (fr. 31° section d’aéronautique), w skład której w roku 1913 weszły nowo utworzone eskadry HF19 i MF20. 
Prawdziwy rozkwit lotniska przyniósł wybuch I wojny światowej. Eskadry wysłano na front, jednak ich miejsce zajęła 2. Grupa Lotnicza (fr. 2° Groupe d’Aviation), dla której na wschód od fortu Bron wybudowano nowe hangary i koszary. Na terenie bazy szkolono nie tylko mechaników lotniczych i dla innych rodzajów wojsk, ale także kierowców samochodowych, elektryków i innych specjalistów. Podstawowym zadaniem 2. Grupy było jednak szkolenie pilotów; w trakcie trwania konfliktu stworzyła i wysłała na front wiele eskadr myśliwskich i bombowych. Jedna z nich, eskadra 442 w latach 1916-1919 bazowała w Jonage i była odpowiedzialna za obronę Lyonu i jego okolicy. Na terenie bazy otwarto także montownię samolotów Farman i Caudron, a także pole prób do testowania nowo zmontowanych maszyn. We wrześniu 1915 roku bazę odwiedził prezydent Francji Raymond Poincaré.  
Po zakończeniu wojny na lotnisku Bron swoją siedzibę miał 5 Dywizjon Lotniczy (fr. 5° Groupement d’aviation) w sile sześciu eskadr, w 1920 roku przemianowany na 35 Pułk Lotnictwa Obserwacyjnego (35 RAO; 35e régiment d'aviation d'observation). W skład pułku weszły dwie eskadry zwiadowcze i cztery obserwacyjne, ale podlegało mu formalnie także całe lotnictwo w krajach Lewantu. W 1922 roku nazwę ponownie zmieniono na 35 Pułk Lotnictwa Mieszanego, do jednostki przyłączono także cztery dodatkowe eskadry wyposażone w myśliwce SPAD S.XIII. Do 1927 roku na lotnisku stacjonowało już 14 eskadr wyposażonych w samoloty Breguet 19 i Gourdou-Leseurre GL.30. Baza szkoliła także pilotów z innych jednostek w lotach nad górami. 

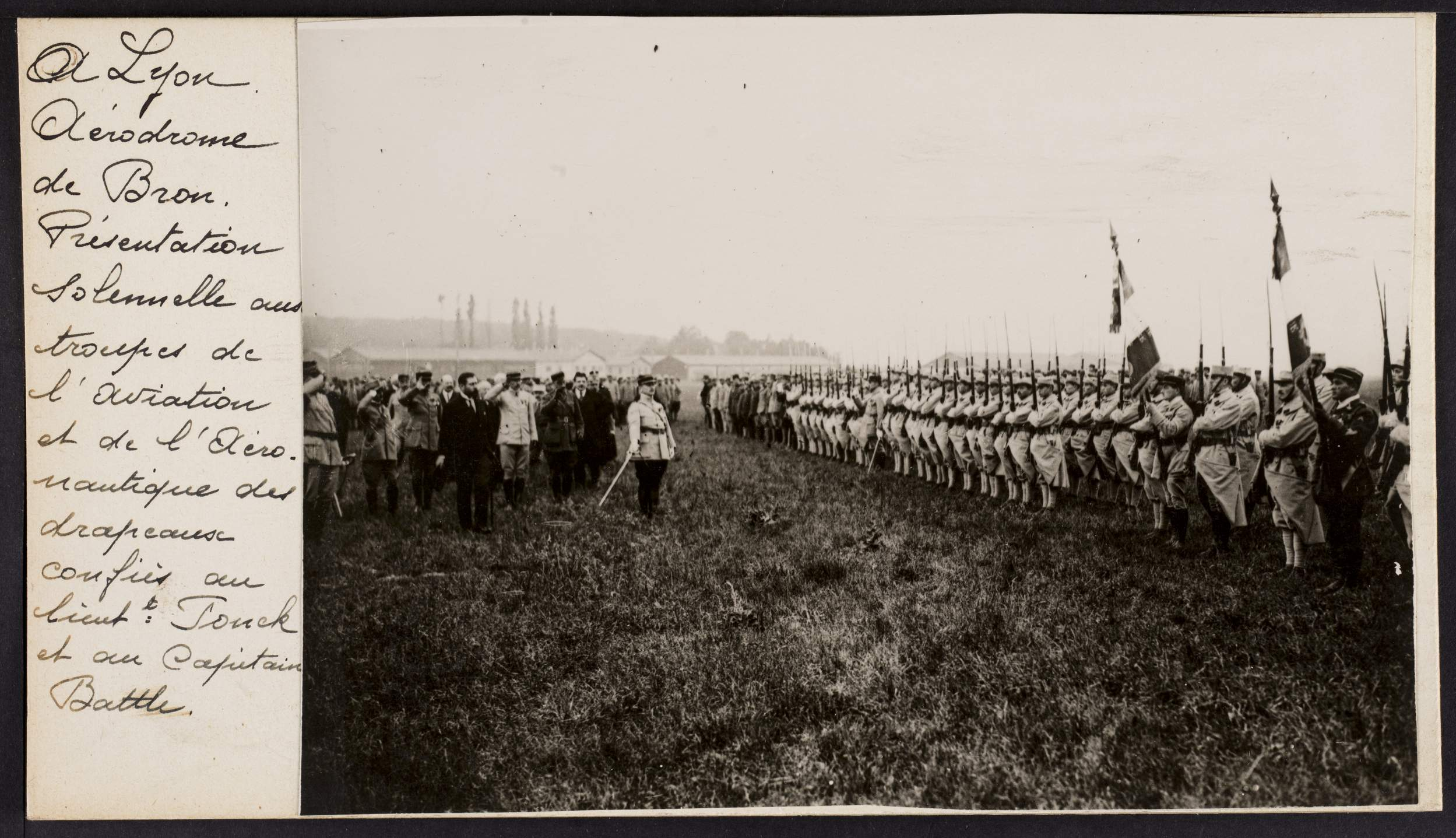
Lotnisko ok. 1915 roku, prezentacja sztandarów przed asem myśliwskim René Fonckiem i kpt. Battle.

Po utworzeniu w 1934 roku Armée de l’Air, formalnie utworzono na lotnisku Bazę Lotniczą 105 (BA 105), a pułk podzielono na trzy dywizjony: 5. Pościgowy (w sile czterech eskadr), 35 Obserwacyjny i 55 Zwiadowczo-Obserwacyjny. Przed 1938 rokiem 5 dywizjon przeniesiono do Reims. Do szkolenia lotników i ekip naziemnych dla rezerwy powołano także Regionalną Grupę Lotniczą 562 (fr. Groupe Aérien Régional 562; GAR 562). W tym okresie stale rozbudowywano zaplecze techniczne bazy, dzięki czemu była ona jedną z najlepiej wyposażonych we Francji. Na 200 hektarach wybudowano także instalacje dla lotnictwa cywilnego wraz z utwardzonym pasem lotniczym o długości 1100 metrów, zorientowanym na osi północ-południe.  
Po wybuchu II wojny światowej GAR 562 przemianowano na Groupe de Chasse III/9, z kolei operującym z bazy dywizjonom przydzielono zadania bojowe: Groupe I/35 została przydzielona jako jednostka zwiadowcza do 7. Armii, grupy I/55 i II/55 przydzielono w tej samej roli do 8. Armii a wyposażona w bombowce Amiot 143 Groupe II/35 wykonywała loty bombowe.  
Jeszcze jesienią 1939 roku lotnisko Lyon-Bron planowano przeznaczyć na bazę szkoleniową dla polskich lotników, którym udało się wydostać z Polski w czasie kampanii wrześniowej, jednak ostatecznie zakwaterowano ich w samym Lyonie, bez perspektyw na rozpoczęcie szkolenia na sprzęcie francuskim. Doprowadziło to nawet do pewnych perturbacji, tzw. buntu młodych. Ostatecznie po wydaniu przez rząd francuski 17 lutego 1940 roku zgody na utworzenie Polskich Sił Powietrznych we Francji, na lotnisko przybyła z Lyonu grupa polskich lotników, którzy poprzednią zimę spędzili w nieogrzewanych koszarach. Utworzone na lotnisku Lyon-Bron 15 grudnia 1939 roku Centrum Wyszkolenia Lotnictwa Polskiego pod dowództwem płk. Stefana Pawlikowskiego i płk. Charlesa Huga stało się główną bazą szkoleniową Polskich Sił Powietrznych we Francji i pełniło tę funkcję aż do upadku Francji. Szkolił się w nim m.in. II Dywizjon Lotniczy, który ostatecznie jednak rozdzielono pomiędzy jednostki francuskie. 27 marca na lotnisku odbyła się uroczystość wcielenia do służby w Armée de l’Air polskich pilotów, którzy w ramach Groupe Montpellier zostali przydzieleni do francuskich jednostek myśliwskich. Na lotnisku do ataku niemieckiego 10 maja szkolił się i stacjonował także polski Dywizjon I/145. Po rozpoczęciu kampanii francuskiej 1940 roku przeniesiono go na inne lotniska, natomiast na lotnisku Bron pozostała - sformowana z trenujących tam pilotów - Szkolna Eskadra Myśliwska pod dowództwem kpt. Mieczysława Wiórkiewicza, której zadaniem była m.in. obrona Lyonu przed nalotami bombowymi Luftwaffe. 

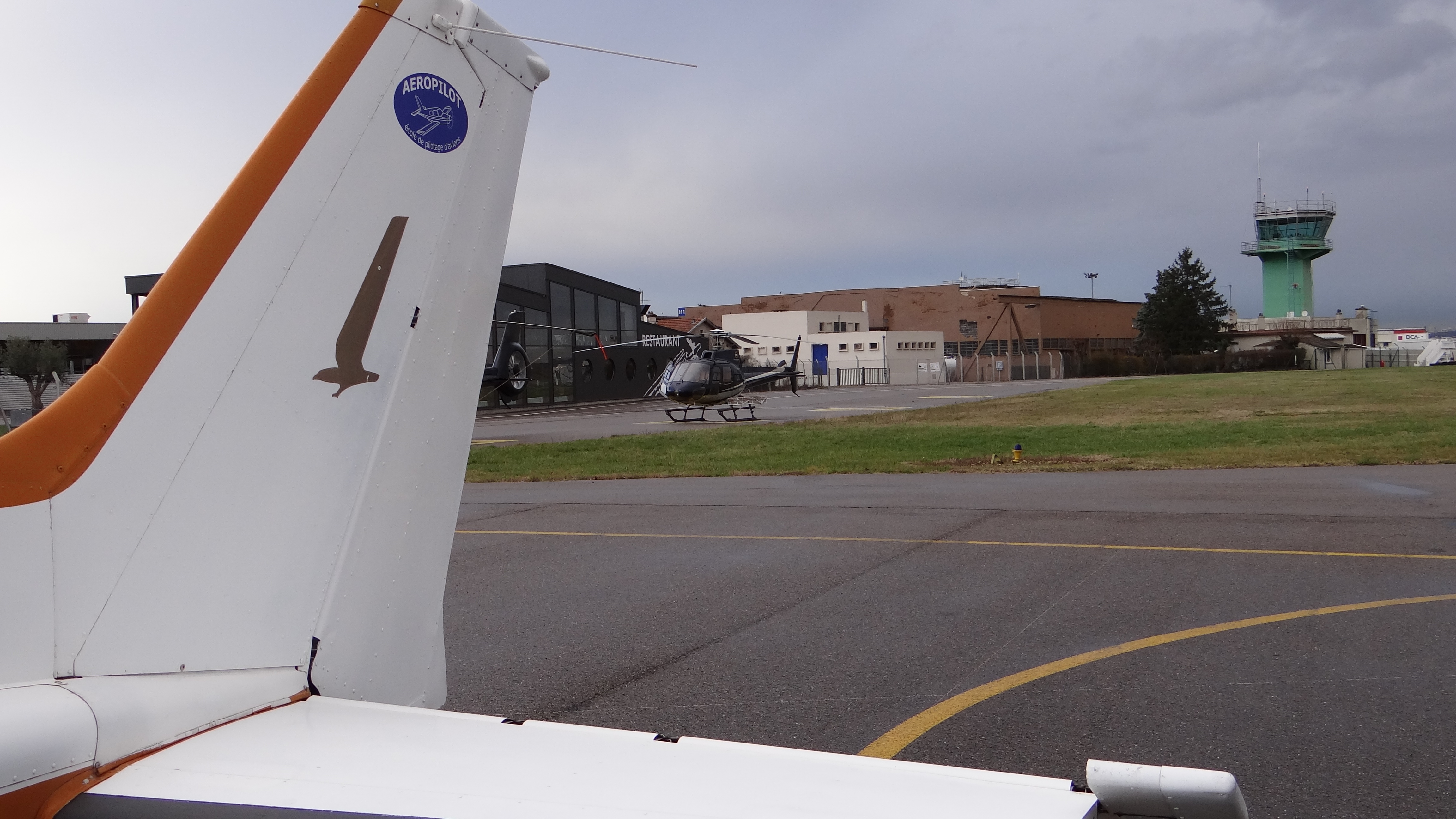
Wieża kontroli lotów lotniska widziana z parkingu dla samolotów turystycznych

Po podpisaniu przez Francję kapitulacji, lotnisko znalazło się w tzw. Francji Vichy i początkowo służyło za składnicę sprzętu lotniczego demobilizowanej armii francuskiej. Z czasem wielu spośród członków jej personelu dołączyło do francuskiego ruch oporu. Po zajęciu strefy nieokupowanej przez Niemcy w 1942 roku bazę zajęła Luftwaffe i rozpoczęła jej wykorzystywanie do własnych celów. M.in. w 1944 roku stacjonowały na nim szybowce KG 200 wykorzystywane przez niemieckich spadochroniarzy w operacjach przeciwko francuskiemu ruchowi oporu. Ostatecznie w 1944 roku bazę zniszczyły bombardowania alianckie. 
Po wyzwoleniu wojska amerykańskie wyremontowały pas startowy i wydłużyły go do 1800 metrów. Przez resztę wojny był wykorzystywany jako lotnisko etapowe dla eskadr alianckich samolotów, jednak sama baza była w ruinie. Dopiero w 1951 roku utworzono na jej terenie do celów administracyjnych Batalion lotniczy 1/111 (BA 111), który w 1952 roku przekształcił się w Centrum Szkolenia Rezerw nr 306 (fr. Centre d’Entraînement des Réserves 306) wyposażone w samoloty Morane-Saulnier Vanneau. Centrum istniało do 1964 roku. 6 lipca 1952 roku w wypadku lotniczym na lotnisku Bron zginęła pionierka awiacji Maryse Bastié.
W latach 50. w okolicy lotniska wybudowano także szereg instalacji radarowych (m.in. w Montverdun, Bron i Satolas-et-Bonce). W 1964 roku bazę przemianowano na Bazę Lotniczą 942, rozwiązanie eskadry rezerwy w tym samym roku przyniosło jednak kres wojskowej obecności na lotnisku Lyon-Bron. Baza lotnicza istnieje do współczesności, nazwana imieniem kpt. Jeana Roberta, jednak nie stacjonują w niej żadne jednostki wojskowe. Miejsce dawnej szkoły lotniczej zajęła, zbudowana w 1981 roku, Szkoła Służb Zdrowia. Po otwarciu lotniska Saint-Exupéry, lotnisko w Bron pozostaje w użyciu do celów ruchu cywilnego.

## Infrastruktura
Lotnisko posiada obecnie jeden rowkowany pas startowy 16/34 o szerokości 33 metrów, pięć stref parkingowych dla samolotów o rozpiętości skrzydeł do 36 metrów oraz lądowiska dla helikopterów. Lotnisko posiada również wieżę kontroli lotów wyposażoną w radar oraz automatyczną stację meteorologiczną.